# 青森県道147号増館堂野前線
青森県道147号増館堂野前線（あおもりけんどう147ごう ますだてどうのまえせん）は、青森県青森市から南津軽郡藤崎町に至る一般県道である。

## 概要
青森市浪岡大字増館字宮元で青森県道285号浪岡藤崎線から東へ分岐し、JR東日本奥羽本線との踏切を越えたあと南下し、藤崎町徳下元前田で青森県道38号五所川原黒石線に接続する路線である。

### 路線データ
- 起点 : 青森市浪岡大字増館[1]（青森県道285号浪岡藤崎線交点）
- 終点 : 南津軽郡田舎館村大字堂野前[1]（青森県道38号五所川原黒石線交点）

## 歴史
- 1961年（昭和36年）2月10日 - 県道に認定される[1]。

## 地理

### 交差する道路
- 青森県道285号浪岡藤崎線（起点）
- 青森県道38号五所川原黒石線（終点）

### 沿線の施設など
- 八坂神社